# 鱼藻宫
《鱼藻宫》，又名《斩戚姬》，京剧剧目，1929年陈墨香编剧，取材于《史记》《汉书》等古典名著，情节略有差异，荀慧生饰演主角戚姬（花衫旦），是荀派经典悲剧。
2023年7月25日，久违舞台的《鱼藻宫》全剧经北京戏曲艺术职业学院改编后在長安大戲院上演，该校副院长许翠饰演戚姬，北京京剧院老生演员高彤饰演刘邦，吕雉一角改为老旦应工，青衣扮相。

## 剧情
西汉初年，天下甫定，刘邦（老生）剿灭了各路诸侯，安享太平。皇后吕雉（青衣）年老色衰，定陶女子戚姬（花衫）年轻貌美，能歌善舞，十分得刘邦宠爱，刘邦为她修建了养德宫，后改名鱼藻宫。戚姬生下一子刘如意（小生），被封为赵王。刘如意聪慧伶俐，刘邦爱屋及乌，加之吕雉所生太子刘盈（小生）性格懦弱，刘邦有了改立储君的念头。吕雉大惊，深恨戚姬，问计于留侯张良，张良建议请商山四皓出山。吕雉派兄长建成侯吕释之（净）前去寻访，后者寻访未果，请来四名野佬冒充商山四皓（丑）。刘邦见太子羽翼渐丰，只得打消易储之念，命如意赴赵国就藩，并派汾阴侯、御史大夫周昌（净、老生两门抱）为赵相，辅佐如意，叮嘱千万不要进京。戚姬无奈，与儿子告别，含泪为刘邦献舞。
未几，刘邦病危，戚姬深感朝不保夕，求刘邦庇佑，刘邦命太子刘盈庇护戚姬母子，太子答允，吕雉却要除掉戚姬而后快。刘邦驾崩，刘盈即位，吕雉扣押戚姬，赐名为“人彘”，打入永巷舂米，命其只能像猪一样爬行。赵王如意不顾周昌劝阻，进京救母。吕雉在鱼藻宫召见戚姬母子，戚姬见儿子回来，便知死到临头，只得苦苦哀求，刘盈和周昌也为二人求情，吕雉不听，将刘如意毒死，将戚姬斩首，其尸首剁碎，头颅制成溺器。